# Ksawerów (województwo lubelskie)
Ksawerów – wieś w Polsce położona w województwie lubelskim, w powiecie chełmskim, w gminie Żmudź.
| SIMC    | Nazwa      | Rodzaj    |
| ------- | ---------- | --------- |
| 0111099 | Borysowiec | część wsi |

W latach 1975–1998 miejscowość administracyjnie należała do województwa chełmskiego. 
Wieś jest sołectwem w gminie Żmudź. Według Narodowego Spisu Powszechnego (III 2011 r.) liczyła 50 mieszkańców i była piętnastą co do wielkości miejscowością gminy.
8 kwietnia 1944 oddziały SS i nacjonalistów ukraińskich spacyfikowały wieś. Zamordowano 5 osób, a wieś spalono.
Wierni Kościoła rzymskokatolickiego należą do parafii Wniebowzięcia Najświętszej Maryi Panny w Klesztowie.